# Parafia Nawiedzenia Najświętszej Maryi Panny w Witoszowie Dolnym
Parafia Nawiedzenia Najświętszej Maryi Panny w Witoszowie Dolnym – znajduje się w dekanacie świdnickim zachodnim w diecezji świdnickiej. Erygowana w 1265. Jej proboszczem jest ks. kan. dr hab. Jarosław M. Lipniak.